# ルイ2世 (コンデ公)

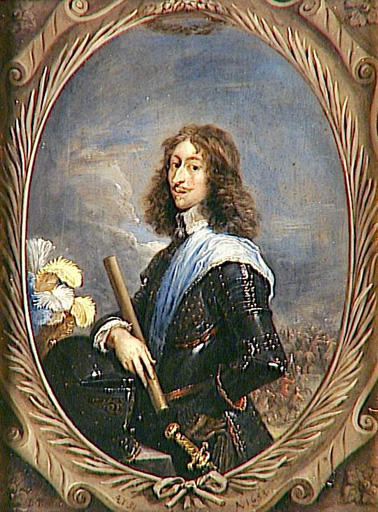
コンデ公ルイ2世

ルイ2世・ド・ブルボン（Louis II de Bourbon, prince de Condé, Duc d'Enghien, 1621年9月8日 - 1686年11月11日）は、ブルボン朝フランスの貴族・軍人。血統親王。コンデ公、アンギャン公、モンモランシー公、シャロレー伯。大コンデ（le Grand Condé）と呼ばれる。
ブルボン家分家のコンデ公アンリ2世とシャルロット＝マルグリット・ド・モンモランシー（アンリ4世の愛妾、アンヌ・ド・モンモランシーの孫）の長男。テュレンヌ子爵は又従兄、リュクサンブール公フランソワ・アンリ・ド・モンモランシーは遠縁に当たる。

## 生涯

### 青春期
19歳で三十年戦争に従軍して戦い、1642年に21歳でフランス宰相リシュリューからフランドル（スペイン領ネーデルラント）方面司令官に任命され翌1643年にネーデルラントへ進軍、ロクロワの戦いで老将フランシスコ・ダ・メルロが率いる2万6千のスペイン軍を劣勢の兵力で包囲・撃破した。これほど華やかな勝利はフランスにとって100年来のことと評され、全ヨーロッパの尊敬がスペイン軍からフランス軍に移っていった。同年に神聖ローマ帝国（ドイツ）へ移ってモーゼルを攻略し、ドイツ軍をライン川の対岸へ退却させた。
翌1644年にテュレンヌ子爵と共にドイツへ進み、バイエルン選帝侯マクシミリアン1世の部下でバイエルン軍司令官フランツ・フォン・メルシーとフライブルクの戦いで激突、大損害を負いながらも勝利した。この戦いでは指揮棒を敵の堡塁へ投げこみ、白刃をかざしてコンチ聯隊の先頭に立って突撃し、それを取り返しに行ったという逸話がある。
1645年に再度テュレンヌと合流してネルトリンゲンの戦いでメルシーを討ち取り勝利を収め、1646年にはスペイン軍の目の前でダンケルクの要塞を包囲する。さらに1648年8月20日、アルトワ地方のランスを攻撃していたドイツ・スペイン連合軍と戦い大勝利した（ランスの戦い）。この戦いに先立ちテュレンヌが5月17日のツースマルスハウゼンの戦いで大勝を飾ったため、コンデ公は三十年戦争でのフランスの勝利を決定づけた。1646年に父が亡くなったため、コンデ公・モンモランシー公位を継承した。

### フロンドの乱
コンデ公は軍人として破天荒なほどの活躍をしたが、それがかえってフランス宮廷に恐れられたためか、謀反の疑惑を持たれた。ルイ13世亡き後、幼年のルイ14世の摂政であった王太后アンヌ・ドートリッシュには頼られていたが、1647年からパリ高等法院が宰相マザランの設けた新税に対し攻撃を始め、その対立が宮廷革命にまで高まるにつれ、王室の軍事の要であったコンデ公の立場は微妙になってくる。
三十年戦争終結から間もない1648年にフロンドの乱が勃発、1649年1月、王太后がルイ14世・マザラン・オルレアン公ガストン（ルイ13世の弟）を連れてパリを逃れサン＝ジェルマンへ避難する時にコンデ公は護衛として従う。コンデ公派は「小宰相たち」（le Petit Metre）とあだ名され、高等法院を中心とするフロンド勢と対立することになった。コンデ公は2月に8千の軍勢でパリを攻囲し、3月に王室をパリに入城させる。ところが、弟のコンティ公アルマンがフロンド側と市民に担がれてパリ軍の総帥であったところからマザランに疎まれ、1650年1月にコンティ公及び義兄で姉アンヌの夫ロングヴィル公アンリ2世と共に国事犯として逮捕された。
1651年2月、マザランが周囲の圧力から亡命、フロンド側によって釈放されると、パリを後にしてボルドーへ南下、ギュイエンヌ、ポワチエ、アンジューなどのフランス南西部で謀反を起こさせ、旧敵国のスペインと連絡を取る。王太后から思いとどまるように説得されたがコンデ公は「もう少し早ければ和議もよかろうが、せっかくここまで来た以上、パリへ引き返すこともあるまい」と拒否、内乱を再燃させる。スペイン軍とボルドー、モントーバンなど各地で集めた手勢を合わせた5、6千の兵を率いたコンデ公はルイ14世をはじめとした宮廷の人々を追って転戦した。
1652年4月7日、ロワール河畔のブレノーでかつての部下テュレンヌと互角の戦いを行ったが、砲撃を受けて敗北、テュレンヌを取り逃がしてしまった。戦後テュレンヌを追ってパリへ北上、エタンプの反乱軍と合流して7月2日にパリのサンタントワーヌ門でテュレンヌと再戦した（フォーブール・サントノレの戦い）。この戦いで劣勢になったコンデ公はパリからアンヌ・マリー・ルイーズ・ドルレアンがパリの門を開いたため入城、パリ陸軍の総帥となるが「この軍は馬鹿らしく、滑稽詩にでもするほかない」と自身で評したほど、規律も訓練もなっていない軍であった。
スペインの支援も当てにならず、居場所を無くしたコンデ公はパリから脱出、代わってルイ14世がパリに帰還した。更に11月、エーヌ川流域で冬営していた所をテュレンヌに奇襲されネーデルラントへ亡命、シャンパーニュの国境で戦っていた矢先の1653年3月、パリ高等法院から欠席裁判で死刑判決を下された。フロンドの乱は亡命先から帰国して政権を取り返したマザランの手腕により終熄したのである。

### 客将として
謀反人として祖国を追われたコンデ公は、1653年からの6年間はフランス・スペイン戦争でスペインの客将として戦い、主にスペイン陸軍を率いてテュレンヌ率いるフランス軍相手に都市の奪い合いを繰り返した。全体的にフランス軍が優勢の上、友軍のスペイン軍が当てにならないためコンデ公は徐々に押されていったが、1653年にロクロワを奪い、1657年4月にはカンブレーを包囲しようとするテュレンヌの陣地を騎兵2千で外から突破して市街に入城するといった離れ業を演じている。
しかしクロムウェル治下のイングランドとフランスが同盟したため5月にカレーでイングランド軍がフランス軍と合流、敵軍が完全に優勢となり、1658年にイングランド・フランス連合軍を率いるテュレンヌに包囲されたダンケルクをネーデルラント総督フアン・ホセと共に救援に向かい、6月14日にダンケルク付近の砂丘で交戦した（砂丘の戦い）。戦いはテュレンヌの圧勝に終わり、ダンケルクはフランス軍に落とされ、続くテュレンヌの侵攻も止められず敗北は決定的になった。
1659年、フランス・スペイン間のピレネー条約の講和によってテュレンヌが占領したネーデルラントの都市はフランスへ渡り、スペインの覇権は終わりを告げた。コンデ公は過去の罪を許されフランスに復帰する。

### 太陽王の元で
1668年、ブルゴーニュ総督となったコンデ公は、隣接するフランシュ＝コンテ（スペイン保護下の自治領）を征服することを企てた。陸相に就任したばかりのルーヴォワ侯の賛成を得ると2月に首府ブザンソンを包囲、ドール要塞を落とし、3週間もかからずに攻略を完了するという速さであった。しかし、アーヘンの和約でネーデルラント継承戦争が終結した時、フランシュ＝コンテは放棄された。
1672年からのルイ14世の仏蘭戦争に従いスダンで待機、マーストリヒトでルイ14世・テュレンヌが率いるフランス軍と合流すると北上してオランダに接近、ライン川を渡りオランダへ侵攻したが、トルハウスの戦いで生涯最初で最後の戦傷を負いテュレンヌと交代している。しかし1673年にオラニエ公ウィレム3世が神聖ローマ帝国諸侯と同盟を結んで反撃に移るとフランスが危機に陥ったため、オランダからロレーヌへ派遣され、次いでネーデルラントへ回された。
1674年、モンス近郊のスネッフにおいて、約4万5千の兵力で6万と称されるウィレム3世の軍勢と会戦した。一度は後衛を衝いて大勝するものの、混乱を収拾した敵の堅陣に挑戦し、自分も部下も死地に入り、馬を斃されて乗り替えること3回、「戦意を失わぬ者はコンデ公一人だった」と従軍した一士官が証言するほどの勇戦を見せた。フランス側は戦死7千近くで捕虜5千、敵の損害もほぼ同数というこのスネッフの戦いで勝利した後、アウデナールデを包囲したウィレム3世に接近して包囲を解除させた。
1675年5月から6月にかけてサンブル川とマース川流域の制圧を息子のアンリ3世と共に行い帝国軍とオランダ軍を分断、8月にテュレンヌ戦死の後を受けてアルザス地方へ赴き、僅か2回の設営で知将ライモンド・モンテクッコリが指揮するオーストリア軍の進撃を阻止する。しかしこれを最後にコンデ公は軍を退き、シャンティイ城に隠退した。
引退後も人気は著しく、モリエール、ラシーヌ、ボアローなどの文人たちと交わり、彼らが得意の学問や芸術についてのどんな話題を持ち出しても、応答に窮することはなかったという。但し、中風に悩まされ、年齢よりも早く老けこみ、最後の2年間は大コンデの面影はもはや見られなかったとも言われる。
1686年、フォンテーヌブロー宮殿で65歳で死去。コンデ公位はアンリ3世が継いだ。
コンデ公はテュレンヌと共に17世紀フランスを代表する名将の1人であった。コンデ公家はブルボン家の分家として以後も重用され、孫のルイ3世はルイ14世の庶子ルイーズ・フランソワーズと結婚、ルイ3世の妹ルイーズがルイ14世の庶子に当たるメーヌ公ルイ・オーギュストと結婚、ブルボン家と二重に結びついた。曾孫でルイ3世とルイーズ・フランソワーズの息子ルイ4世はルイ14世の曾孫のルイ15世の摂政を務めている。

## 子女
1641年、リシュリューの姪に当たるクレール・クレマンス・ド・マイユ＝ブレゼとパレ・ロワイヤルで結婚した。2人の間に3人の子が生まれた。
1. アンリ3世（1643年 - 1709年）
2. ルイ（1652年 - 1653年）
3. 子（1657年 - 1660年）